# Truskawiec
Truskawiec (ukr. Трускавець, Truskaweć) – miasto na Ukrainie, w obwodzie lwowskim. Liczy ok. 29 tys. mieszkańców.
Uzdrowisko (źródła mineralne) położone u stóp Karpat (przedgórze Karpat Wschodnich), w dolinie Worotiszczy (dorzecze Dniestru), w odległości 100 km od Lwowa i 8 km na południe od Drohobycza.

## Historia

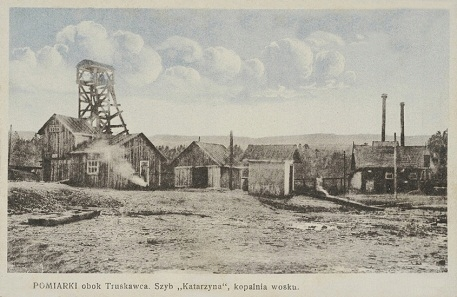
Szyb „Katarzyna“ w Pomiarkach

Wzmiankowany po raz pierwszy w roku 1469, jako część polskich dóbr królewskich. Wieś Tryskawice położona na przełomie XVI i XVII wieku w powiecie drohobyckim ziemi przemyskiej województwa ruskiego, w drugiej połowie XVII wieku należała do starostwa drohobyckiego. W 1565 roku istniał tu trzan solny należący do żupy solnej drohobyckiej. Według tradycji, lecznicze właściwości niektórych źródeł w Truskawcu znane były miejscowej ludności już pod koniec XVIII w. Fragmentaryczne analizy tych wód prowadził już w 1801 r. Baltazar Hacquet, wówczas profesor historii naturalnej na Uniwersytecie Lwowskim, jednak ich wyniki pozostały szerzej nieznane. Dopiero w 1820 r. Józef Hecker, miejscowy nadzorca salin, poszukując kruszców na terenie Truskawca, natrafił w jednym z odwiertów na: 

…wodę siarczaną, która już w owym czasie używaną była na kąpiele lecznicze przez chorych, mieszczących się po chatach włościańskich. Dopiero w r. 1827 dozwolił zarząd dóbr skarbowych dobudować do karczmy w T[ruskawcu] 4 izdebki dla używania słono-siarczanych kąpieli. W r. 1831 wykonał analizę wód aptekarz Steller ale niedokładnie.

W 1835 r. miejscowe źródła zbadał dokładnie lwowski aptekarz i chemik Teodor Torosiewicz, zwany do dziś ojcem chrzestnym truskawieckiej „Naftusi”. Ich opublikowanie wpłynęło w zasadniczy sposób na powstanie uzdrowiska. 

…W r. 1836 wyjednał ówczesny miejscowy zarządca kameralny Józef Micewski pozwolenie na budowę łazienek o 8 numerach i wystawienie budynków dla gości, a jego przedsiębiorczości zawdzięcza T[ruskawiec] swój zakład zdrojowy, który wkrótce pozyskał opiekę władz rządowych, a zwłaszcza Agenora hr. Gołuchowskiego

W 1849 r. utworzono tu funkcję lekarza zdrojowego. Funkcję tę aż do roku 1882 pełnił doktor Franciszek Turek. W 1853 r. Truskawiec odwiedził młodszy brat cesarza Franciszka Józefa, arcyksiążę Karol Ludwik, co spowodowało znaczny wzrost przybywających kuracjuszy. 

Szybki rozwój uzdrowiska został przerwany w roku 1870, 

…w którym nabyła go drogą kupna spółka żydowskich przemysłowców, której gospodarstwo smutne pozostawiło wspomnienia.

 Dziesięć lat później udało się odkupić uzdrowisko nowo założonej spółce z księciem Adamem Sapiehą na czele. 

Znacznym nakładem wystawiono nowe łazienki i otwarto je dnia 1 lipca 1882 r., zniesiono wiele budynków nieodpowiednich wymogom sanitarnym, usunięto oszpecające zakład przybudowania, zaopatrzono pokoje gościnne w należyte umeblowanie, założono nowe promenady i plantacye. Gmach kąpielowy mieści na parterze 50 izb łaziennych dla kąpieli słono-siarczanych. Woda ogrzewa się w wannach. W osobnym budynku mieści się 9 izb dla kąpieli borowinowych, słono i siarczano-namułowych. Każda znich posiada drugą wannę do czystej wody i natrysk ciepły. Kąpiele borowinowe bywają sporządzane w kotłach za pomocą pary. Wodę mineralną, tj. siarczaną, do kąpieli, dobywa [się] ze studni o 1 klm. odległej machina parowa, skąd wodociągami przychodzi do 3 wielkich zbiorników, które zasilają 4 szczelnie zamknięte, połączone ze sobą kotły. same nowe łazienki mogą wydać dziennie 500 do 600 kąpieli. Na piętrze gmachu łaziennego znajduje się 20 obszernych pokoi gościnnych, z wygodnem urządzeniem. W zakładzie jest także wziewalnia, dla oddychania powietrzem, nasyconem parą słoną lub też wyciągiem z igliwia.

Liczne publikacje w gazetach i innych czasopismach, nie tylko galicyjskich, przysparzały uzdrowisku coraz więcej klientów. Powstawały kolejne wygodne pensjonaty, często w modnym stylu zakopiańskim. Truskawiec stał się modnym kurortem, do którego zjeżdżało eleganckie towarzystwo nie tylko ze Lwowa czy pobliskich ośrodków przemysłu naftowego (Drohobycz, Borysław), ale również np. z Warszawy. Wolny czas kuracjusze spędzali na spacerach po parku zdrojowym lub na dalszych wycieczkach, jak do zdroju „Zofia”, na wzgórze Lipki z kopalniami rud cynku czy na Pomiarki z kopalniami ropy naftowej i wosku ziemnego, a nawet do Drohobycza, skał Urycza czy Bubniszcza.
W 1895 r. uzdrowisko wydzierżawił inż. Wyczyński, a po jego śmierci w 1911 r. wykupiła je spółka pod przewodnictwem dra Rajmunda Jarosza, burmistrza Drohobycza. W tym samym roku w Truskawcu założono oświetlenie elektryczne, a w 1912 r. doprowadzono do uzdrowiska linię kolejową z Drohobycza. W latach przed I wojną światową przebywało tu rocznie 4,5–5 tys. kuracjuszy.
W parku zdrojowym od  1898 roku znajduje się pomnik Adama Mickiewicza, wystawiony przez polskich mieszkańców Truskawca w setną rocznicę urodzin poety (jest on dziełem Tadeusza Barącza).
W II Rzeczypospolitej miejscowość była siedzibą gminy wiejskiej Truskawiec w powiecie drohobyckim.

## Uzdrowisko w okresie II RP
W okresie dwudziestolecia międzywojennego w Truskawcu zbudowano 286 wilii, hoteli i pensjonatów. Był najmłodszym w Polsce i bardzo modnym uzdrowiskiem. Trzykrotnie otrzymał złoty medal jako najlepsze uzdrowisko Polski. W Truskawcu pozyskiwana była także woda mineralna Naftusia.
Wypoczywali tu m.in. Stanisław Wojciechowski, Józef Piłsudski (który leczył tu nieżyt żołądka), gościł premier Austrii z małżonką, prezydent Estonii i prezydent Turcji. Innymi znanymi kuracjuszami byli: Leon Paweł Sapieha, Filip Zaleski, Wincenty Witos, Ignacy Daszyński, Eugeniusz Bodo, Adolf Dymsza, Julian Tuwim, Stanisław Witkiewicz, Bruno Schulz, Zofia Nałkowska, Stanisława Walasiewiczówna, Halina Konopacka i Janusz Kusociński. Gościnne przedstawienia w uzdrowisku wykonywały teatry „Bagatela” z Krakowa i „Rygier” ze Lwowa.

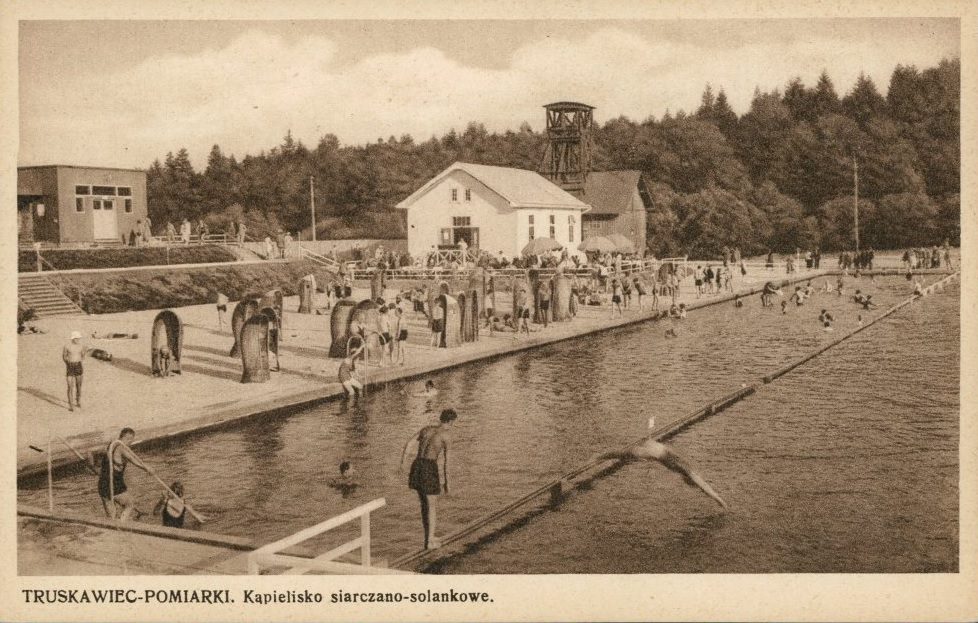
Truskawiec-Pomiarki. Kąpielisko siarczano-solankowe (1 września 1939)

Od 1911 właścicielem uzdrowiska był Rajmund Jarosz. W 1925 zatrudnienie wynosiło 80 osób, a funkcje dyrektorów pełnili płk Emil Schwanda i Lukas.
W 1928 roku uzdrowisko odkupiła spółka akcyjna, na czele której stał Rajmund Jarosz (założyciel pierwszego towarzystwa ubezpieczeniowego w przemyśle naftowym, późniejszy prezydent Drohobycza i prezes Związku Uzdrowisk Polskich).
29 sierpnia 1931 roku w Truskawcu zamachowcy z OUN zastrzelili Tadeusza Hołówkę. Wczesnym wieczorem dwóch młodych ludzi przekradło się na teren pensjonatu prowadzonego przez siostry bazylianki. Weszli niepostrzeżenie do prywatnych pokoi i strzelili kilkakrotnie do odpoczywającego 42-letniego Hołówki. Napastnicy zostali ujęci dopiero półtora roku później, podczas nieudanego napadu na pocztę i urząd skarbowy w Gródku Jagiellońskim. Do zamachu przyznali się wówczas schwytani Wasyl Biłas i Dmytro Danyłyszyn.

## II wojna światowa i okres powojenny
Niemcy zajęli miasto pod koniec czerwca 1941 roku. Na początku następnego miesiąca Ukraińcy urządzili tutaj pogrom, podczas którego poniżano i bito Żydów, zmuszając ich do zniesienia sowieckich pomników. Było kilka ofiar śmiertelnych pogromu. Deportacje Żydów Truskawca do obozu zagłady w Bełżcu nastąpiły w marcu i kwietniu 1942. Żydzi pozostali tylko w obozie pracy, który Niemcy zlikwidowali w 1943 roku.
W latach 1943–1945 nacjonaliści ukraińscy z OUN-UPA uprowadzili z miasta i zamordowali 20 Polaków.
W czasie okupacji niemieckiej, od marca do sierpnia 1944, polski mieszkaniec miasta Marek Sagan ukrywał w swoim domu trzy Żydówki, za co w 1944 roku Instytut Jad Waszem uhonorował go pośmiertnie tytułem Sprawiedliwego wśród Narodów Świata.
W czasach Ukraińskiej SRR stare centrum miasta zostało obudowane wysoką zabudową. Współczesny Truskawiec jest nowoczesnym uzdrowiskiem. 29 grudnia 1982 roku oficjalnie otwarto Muzeum Historyczne Truskawca.

## Kościół Wniebowzięcia Najświętszej Maryi Panny

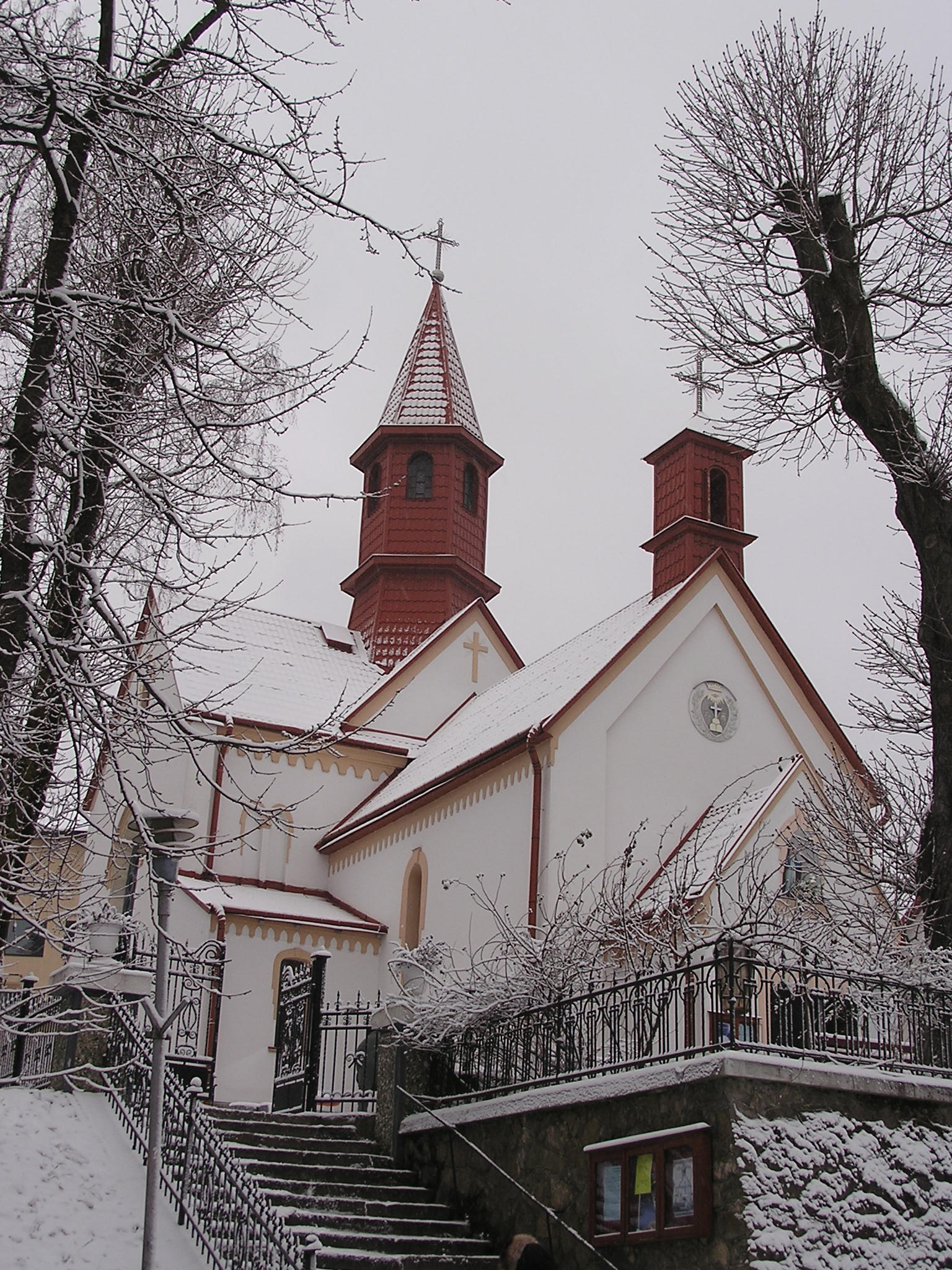
Kościół pw. Wniebowzięcia Najświętszej Maryi Panny (bud. 1859)

W Truskawcu znajduje się rzymskokatolicki kościół pod wezwaniem Wniebowzięcia Najświętszej Maryi Panny (Parafia Wniebowzięcia Najświętszej Maryi Panny w Truskawcu). Powstał on w XIX wieku na miejscu wcześniejszej kaplicy. Z zewnątrz prezentuje styl neogotycki, wewnątrz neobarokowy. Po zakończeniu II wojny światowej i wysiedleniu polskich mieszkańców miasta władza sowiecka kościół zamknęła, a cenne wyposażenie wnętrza (m.in. 73 obrazy francuskich, hiszpańskich i włoskich mistrzów, podarowane kościołowi w okresie II RP, kolorowe witraże, pozłacane figury) rozgrabiono. Sam gmach świątyni został przekazany miejscowemu kołchozowi imienia ukraińskiego poety Tarasa Szewczenki i służył jako magazyn nawozów sztucznych. Doprowadziło to do szybkiej dewastacji świątyni. Następnie miejscowa władza urządziła w kościele dom ateizmu (później planetarium), w tym okresie został on dodatkowo podpalony (co spowodowało zawalenie dachu), wycięto zabytkowe kolumny i zniszczono całe sklepienie oraz zrujnowano balkon chóru.
W 1991 częściowo zwrócono parafianom świątynię w stanie zupełnej ruiny. Całkowicie oddano ją dopiero w 1993. Prace renowacyjne trwały do roku 2002, gdy świątynię poświęcił na nowo metropolita Marian Jaworski.
Oddanym dobroczyńcą tutejszego kościoła jest Polak Stanisław Czapla, urodzony w Mościskach, a od 1969 na stałe związany z Truskawcem. Od wielu lat organizuje on w kościele wieczory muzyki organowej i skrzypcowej, poezji duchowej, śpiewu i liryki, a pieniądze uzyskane z tej działalności inwestuje w świątynię, m.in. za zebrane pieniądze zakupił w Niemczech organy do kościoła.

## Ludzie związani z miastem
- Stanisław Mizerski – dyrektor zakładu zdrojowego w Truskawcu[18]

## Pobliskie miasta
- Borysław
- Drohobycz
- Iwano-Frankiwsk (Stanisławów)
- Stryj (ukr. Стрий, węg. Sztrij)

## Miasta partnerskie
- Działdowo, Polska
- Jasło, Polska
- Limanowa, Polska
- Zaklików, Polska
- Uniejów, Polska
- Kołobrzeg (gmina wiejska), Polska[19]
- Sanok, Polska[20]